# Haus Lusignan

Wappen der Herren von Lusignan

Das Haus Lusignan war eine Familie des westfranzösischen Adels, die sich nach der Burg Lusignan benannte, die sie als Lehnsmänner der Grafen von Poitou (und Herzöge von Aquitanien) besaß.
Durch rege Teilnahme an den Kreuzzügen ergaben sich für die Herren von Lusignan von Beginn an Beziehungen zu den Kreuzfahrerstaaten im östlichen Mittelmeerraum. Bekannt wurde die Familie wegen der Melusinensage, die das Geschlecht auf die Mahrtenehe der Wasserfee  Melusine und eines Mannes namens Raymondin zurückführt.
Nach einer gescheiterten Rebellion gegen Heinrich II. von England floh Amalrich (oder Amaury oder Aimerich) von Lusignan in das Königreich Jerusalem. Dort veranlasste er die Ehe zwischen seinem Bruder Guido und der Thronerbin Sibylle. Durch den Tod Balduins IV. und des Sohns Sibylles wurde Guido von Lusignan 1186 König von Jerusalem. Guido geriet in arabische Gefangenschaft. Nach seiner Freilassung wurde ihm die Rückkehr von Konrad von Montferrat verweigert. Richard I. Löwenherz von England verkaufte ihm seine Rechte am kurz zuvor eroberten Königreich Zypern.
Mit dem Tod seines Urenkels Hugo II. 1267 ging die zypriotische Krone der Familie verloren, da sein Nachfolger und Vetter Hugo III., ein anderer Urenkel Amalrichs, zur Familie der Grafen von Poitou gehörte (Haus Auvergne-Poitou, siehe Ramnulfiden), obwohl seine Nachkommen den Namen Lusignan weiterführten.
Hugo V. war durch Heirat zum Grafen der Marche aufgestiegen. Während Amalrich und Guido von Lusignan als jüngere Familienmitglieder die Kreuzzüge nutzten, um Besitz im Nahen Osten zu erwerben, bauten die in Frankreich gebliebenen Familienmitglieder den dortigen Besitz aus. Raoul de Lusignan, der jüngste Bruder Amalrichs, erwarb durch Heirat die Grafschaft Eu in der Normandie, und Hugo X. wurde Graf von Angoulême. Während die Grafschaft Eu in der übernächsten Generation verloren ging, konnte die Familie die Grafschaften Marche und Angoulême bis 1309 halten. Nach dem Tod des letzten Grafen 1308 traten seine Schwestern sie an die französische Krone ab.

## Die Herren von Lusignan bis zu den Kreuzzügen
- Hugo I. (Hugues) der Jäger
- Hugo II. der Gütige († 967) Erbauer der Burg Lusignan
- Hugo III. der Weiße († 1012)
- Hugo IV. der Braune († 1026/32)
- Hugo V. der Fromme oder der Gutherzige († 1060) ⚭ Almodis de la Marche († 1071), Tochter von Graf Bernard I. von La Marche

## Die Lusignan zur Zeit der Kreuzzüge
- Hugo VI. der Teufel oder der Braune († 1102), Herr von Lusignan, Graf von La Marche ⚭ Hildegard von Thouars, Tochter von Aimery IV. Vizegraf von Thouars (Haus Thouars)
- Hugo VII. der Braune († 1151) Herr von Lusignan, Graf von La Marche ⚭ Sarrasine von Lezay
- Hugo VIII. der Braune oder der Alte († 1173) ⚭ Bourgogne von Rançon

Hugo I. bis Hugo VIII. waren jeweils Vater und Sohn
1. Hugo VIII. († 1173) Herr von Lusignan, Graf von La Marche
  1. Hugo (* 1141; † 1169) 1165 Regent von Lusignan und La Marche ⚭ Orengarde
    1. Hugo IX. der Braune († 1219) Herr von Lusignan, Graf von La Marche 1199, ⚭ 1) Agathe von Preuilly, ⚭ 2) nach 1194 Mahaut von Angoulême († nach 1233), Tochter des Vulgrin III., Graf von Angoulême – Nachkommen siehe unten
    2. Raoul I. († 1219), Herr von Issoudun, Graf von Eu ⚭ 1194 Alice, Gräfin von Eu († 1246), Tochter des Grafen Heinrich II.
      1. Mauhaut von Lusignan († 1241) ⚭ 1236 Humphrey de Bohun († 1275) Graf von Hereford und Essex (Haus Bohun)
      2. Raoul II. († 1246) Herr von Issoudun, Graf von Eu und Guines
        1. Marie († 1260), Gräfin von Eu ⚭ vor 1250 Alfons von Brienne genannt von Akko († 1270), Graf von Eu

  2. Robert (Raoul, † jung um 1150)
  3. Guido (Guy, † 1194), König von Jerusalem de iure uxoris, König von Zypern ⚭ Sibylle, Königin von Jerusalem († 1190)
  4. Amalrich (Amaury, † 1205), König von Zypern ⚭ 1) Eschiva († vor 1198), Tochter des Balduin von Ibelin, ⚭ 2) Isabella I., Königin von Jerusalem, Tochter des Königs Amalrich I. – Nachkommen siehe unten
  5. Gottfried I. (Geoffroy, † 1216)
    1. Gottfried II. (Geoffroy, † 1247/48)
    2. Wilhelm (Guillaume)
      1. Valence von Lusignan

  6. Peter (Pierre)
  7. Wilhelm (Guillaume), Herr von Valence († vor 1208) 1186 verlobt mit Beatrix, Tochter des Joscelin III., Titulargraf von Edessa

## Die Grafen von La Marche und Angoulême
1. Hugo IX. der Braune († 1219), Graf von La Marche ⚭ 1) Agathe von Preuilly, ⚭ 2) Mahaut von Angoulême († nach 1233), Tochter des Vulgrin III., Graf von Angoulême – Vorfahren siehe oben
  1. Hugo X. der Braune († 1249), Graf von La Marche und Angoulême ⚭ 1220 Isabella von Angoulême († 1246), Erbtochter des Adhémar, Graf von Angoulême, Witwe des Johann Ohneland, König von England
    1. Hugo XI. der Braune († 1250), Graf von La Marche und Angoulême ⚭ 1238 Jolanda (Yolande), Gräfin von Porhoet und Penthièvre († 10. Oktober 1272), Tochter des Peter I., Herzog von Bretagne
      1. Hugo XII. († 1270), Graf von La Marche und Angoulême
        1. Hugo XIII. der Braune († 1303), Graf von La Marche und Angoulême ⚭ Beatrix († 1328/29), Tochter des Hugo IV., Herzog von Burgund
        2. Guido I. († 1308), Graf von La Marche und Angoulême 1303
        3. Jolanda I. († 1314) Gräfin von La Marche 1308
        4. Johanna († 1323)
        5. Maria ⚭ 1288 Stefan II., Graf von Sancerre († 1303/06)
        6. Isabella († nach 1314) ⚭ Johann von Vesci

      2. Maria († nach 1266) ⚭ Robert de Ferrers, 6. Earl of Derby († 1279)
      3. Alice († Mai 1290) ⚭ Gilbert de Clare, Graf von Hereford und Earl of Gloucester († 1295)

    2. Guy († nach dem 18. Oktober 1281), Herr von Couché und Cognac
    3. Guillaume (William) de Valence († 1294/96), Lord of Pembroke
      1. Aymer de Valence († 23. Juni 1324), 1307 Earl of Pembroke

    4. Alix († 1256) ⚭ 1247 John de Warenne, 6. Earl of Surrey († 1304)
    5. Aymar († 5. Dezember 1260), Bischof von Winchester 1249
    6. Margharete († 1288) ⚭ 1) 1241/45, annulliert 1246 Raimund VII., Graf von Toulouse († 1249), ⚭ 2) Amalrich II., Vizegraf von Thouars († 1256), ⚭ 3) Gottfried V., Herr von Châteaubriant

## Die Könige von Zypern
1. Amalrich (Amaury, † 1205), König von Zypern ⚭ 1) Eschiva († vor 1198), Tochter des Balduin von Ibelin, ⚭ 2) Isabella I., Königin von Jerusalem, Tochter des Königs Amalrich I. – Vorfahren siehe oben
  1. Guido († jung)
  2. Johannes († jung)
  3. Hugo I. († 1218), König von Zypern 1205–1218 ⚭ Alice († 1246), Tochter des Heinrich II. und Isabella I., Königin von Jerusalem
    1. Maria ⚭ Walter IV. von Brienne, Fürst von Tarent und Lecce
    2. Isabella († 1264) ⚭ Heinrich von Antiochia aus dem Haus Poitou, Nachfahren siehe Ramnulfiden
    3. Heinrich I. († 1254), König von Zypern 1218–1253, Regent von Jerusalem 1246 ⚭ 1) Alix von Montferrat, Tochter des Markgrafen Wilhelm VI. († 1225), ⚭ 2) 1237 Stephanie von Barberon, Schwester des Königs Hethum I. von Armenien, ⚭ 3) 1251 Plaisance, Tochter des Bohemund V., Fürst von Antiochia
      1. Hugo II. († 1267), König von Zypern 1253–1267 ⚭ Isabella von Ibelin

  4. Bourgogne ⚭ 1) 1193, geschieden 1196, Raimund VI., Graf von Toulouse († 1222), ⚭ 2) 1197 Gautier de Montfaucon († 1212), Regent von Zypern
  5. Helvis ⚭ Raimund II. Ruben, Fürst von Antiochia
  6. Sibylle ⚭ Leo II., König von Armenien 1187–1219 (Rubeniden)
  7. Melisende ⚭ Bohemund IV., Fürst von Antiochia